# Cecil Womack
Cecil Dale Womack (Cleveland, 25 september 1947 – Johannesburg, 1 februari 2013) was een Amerikaans zanger, songwriter en muziekproducent.

## Loopbaan
Cecil Womack vormde in de jaren vijftig met zijn broers Bobby, Harry, Friendly en Curtis de gospelgroep The Womack Brothers. Na ontdekking door soulzanger Sam Cooke werd de bandnaam gewijzigd in The Valentinos. De band had succes met de hits Lookin' for a Love en It's All Over Now.
In de jaren zestig en zeventig was Womack actief als songwriter voor onder andere zijn toenmalige echtgenote Mary Wells, Teddy Pendergrass, Patti LaBelle, George Benson en The O'Jays.
Na een scheiding van Wells en een huwelijk met Linda Cooke, de dochter van Sam Cooke, startte Womack met zijn nieuwe echtgenote Womack & Womack. Het duo had in de jaren tachtig internationaal succes, onder andere met de hitsingles Love Wars (1984) en  Teardrops (1988) en de albums Love Wars (1984) en Conscience (1988).
Vanaf 1993 ging Womack zichzelf Zekkariyas noemen en werd Womack & Womack omgedoopt in The House of Zekkariyas.

## Privé
Womack was twee keer getrouwd. Van 1966 tot 1976 met zangeres Mary Wells en vanaf 1979 tot aan zijn dood met Linda Cooke. Hij had elf kinderen; drie met Wells, zeven met Cooke en één uit een eerdere relatie. Muziekproducent Meech Wells (Cecil Dale Womack jr.) is een zoon van Womack en Wells. 
Cecil Womack overleed op 65-jarige leeftijd in Zuid-Afrika, waar hij samen met zijn echtgenote woonde.
- Biblioteca Nacional de España: XX1610149
- Bibliothèque nationale de France: cb14051871q (data)
- Gemeinsame Normdatei: 134560663
- International Standard Name Identifier: 0000 0000 7825 1142
- Library of Congress Control Number: n92005202
- MusicBrainz: 23463da9-8c6a-4769-a6a0-474304e93623
- Nederlandse Thesaurus van Auteursnamen: 073043508
- SNAC: w6cr8gtd
- Virtual International Authority File: 79672217
- WorldCat: E39PBJrGtjMBkXQRXjJyXTjQv3